# Microbisium lawrencei
Espèce
Microbisium lawrencei est une espèce de pseudoscorpions de la famille des Neobisiidae.

## Distribution
Cette espèce est endémique du Zimbabwe. Elle se rencontre vers Vumba.

## Description
Microbisium lawrencei mesure de 1,3 à 1,5 mm.

## Étymologie
Cette espèce est nommée en l'honneur de Reginald Frederick Lawrence.

## Publication originale
- Beier, 1964 : Weiteres zur Kenntnis der Pseudoscorpioniden-Fauna des südlichen Afrika. Annals of the Natal Museum, vol. 16, p. 30-90 (texte intégral).